# Sorba (rivière)
Le Sorba est un cours d'eau d'une longueur de 12,1 km qui coule dans la région du Piémont au nord-ouest de l'Italie. Il baigne le val Sorba et est un tributaire en rive gauche de la Sesia.

## Parcours
Il naît sur le versant piémontais du col du Loo (it) et coule d'abord au sud-est. Il fait le tour du Monte Altorre (2 391 m) puis s'oriente vers le nord-est et plonge progressivement jusqu'à atteindre le village de Rassa (923 m). Il y reçoit en rive gauche son principal affluent, le torrent Gronda, puis part vers l'est à la rencontre dans la Sesia à une altitude de 733 m, juste derrière la ville de Piode. 
Le bassin de Sorba comprend dans sa partie supérieure plusieurs lacs alpins dont les lacs Tre Vescovi (environ 2 300 m), Lamaccia (1 913 m) et celui de Talamone (2 025 m).

## Utilisation
Jusqu'au début du XXe siècle, les eaux du Sorba ont été utilisées de façon intensive par plusieurs scieries hydrauliques, qui travaillaient le bois extrait des denses forêts de la vallée et par plusieurs moulins utilisés par les agriculteurs locaux pour produire la farine.
Le canyoning est pratiqué en amont du chef-lieu de Rassa dans une gorge étroite formée par le courant.

## Source de la traduction
- (it) Cet article est partiellement ou en totalité issu de l’article de Wikipédia en italien intitulé « Sorba (torrente) » (voir la liste des auteurs).